# Nacho Martín
José Ignacio "Nacho" Martín Monzón (Valladolid, 22 de abril de 1983) é um basquetebolista profissional espanhol que atualmente joga pelo MoraBanc Andorra. O atleta que possui 2,05m de altura, atua como ala e tem carreira profissional desde 2001.

## Ligações Externas
- Nacho Martín no X